# خولده هولندي
الخولده الهولندي (بالهولندية: Gulden، نطق هولندي: [ˈɣʏldə(n)]) أو fl. كان عملة هولندا من القرن 17 إلى 2002 حيث تم استبداله باليورو. بين عامي 1999 و 2002، كان الغيلدر رسميا «الوحيدات الوطنية» لليورو. ومع ذلك، يمكن أن المبالغ المادية فقط في جيلدر، كما لم تكن هناك عملات اليورو المعدنية أو الأوراق النقدية المتاحة. في غويلدر الأنتيل الهولندية لا يزال قيد الاستخدام في كوراساو وسينت مارتن (بلدين في مملكة الأراضي المنخفضة)، ولكن هذه العملة يختلف عن الغيلدر الهولندي. في عام 2004، جلدر سورينامي استبدلت من قبل دولار سورينامي.

## التاريخ
ظهرت الغولدن كعملة رسمية في الأراضي المنخفضة البورغندية بعد الإصلاح النقدي عام 1434 الذي جرى في عهد فيليب الطيب. يلخص هذا الجدول قيمة الغولدن من حيث الفضة حتى تقدم معيار الذهب في عام 1875.
| السنة          | الفضة (غم)    |
| -------------- | ------------- |
| 1434–1466      | 32.60         |
| 1500–1560      | 19.07         |
| 1618           | 10.16         |
| 1659–1800      | 9.67          |
| (Gulden banco) | 10.15         |
| 1840           | 9.45          |
| 1875           | 0.6048 g gold |

قبل عام 1434، أصدر الهولنديون عملة تتوافق مع النظام النقدي الكارولينجي، حيث كان الجنيه مقسمًا إلى 20 شلنًا والشلن مقسمًا إلى 12 بنسًا. ظهرت الإصدارات الهولندية من البنس لأول مرة في القرن التاسع، تلتها الإصدارات المحلية من الشلن الواحد gros tournois في القرن الثالث عشر. الإصدار الأكثر شهرة من الأخير، وهو الجروت الفلمنكي، انخفض لاحقًا بشكل أسرع من نظيره في فرنسا، من محتواه الأولي من الفضة النقية البالغ 4.044 جرامًا، إلى حوالي 2.5 جرامًا بحلول عام 1350، وإلى 0.815 جرامًا فقط قبل إصلاحات عام 1434.

### 1434–1466: هولندا البورغندية
ابتكر فيليب الصالح نظامًا نقديًا في عام 1434 يربط العملة الهولندية الجديدة بعملة جيرانها: الليفر الباريسية الفرنسية التي يبلغ وزنها 38.25 جرامًا من الفضة، والجنيه الإسترليني الإنجليزي الذي يبلغ وزنه 215.8 جرامًا. عرفت الوحدات التالية:
- ستيوفر، 1.63 غرام من الفضة النقية، يعادل 2 غروت فلمنكي أو 3 غروت برابانت، ويعادل تقريبًا السول الفرنسي (الشلن) الذي يساوي 1.9125 غرام؛
- غولدن، يعادل 20 ستيوفر أو 32.6 غرام من الفضة النقية، ويعادل تقريبًا الليفر الباريسي الفرنسي. ولأن الليفر الذهبي الفرنسي كان يعادل تقريبًا الفلورين الذهبي الذي يساوي 3.5 غرام، عُرفت هذه الفئة الجديدة باسم غودن فلورين، أو غولدن، أو فلورين.
- شلن فلمنكي (شيلينغ فلامز)، يعادل 12 غروت فلمنكي أو 6 ستيوفر، ويعادل تقريبًا الشلن الإنجليزي الذي يساوي 12 بنسًا إسترلينيًا.
- وأخيرًا، كان الجنيه الفلمنكي (الجنيه الفلمنكي) يساوي 240 غروت فلمنكي أو 6 غولدن، وكان وزنه 195.6 جرام من الفضة النقية، وكان يساوي تقريبًا الجنيه الإسترليني الإنجليزي.

كان وزن ستيوفر 3.4 غرام من الفضة عيار 23⁄48، وكان مقسمًا إلى 8 دويتن أو 16 بينينجن. ونظرًا لأن كل ستيوفر كان يساوي تقريبًا بنسًا إنجليزيًا، فإن العملات الفضية الهولندية من فئة دويت واحد وربع، ونصف، و1، و2 ستيوفر كانت متوافقة تمامًا مع العملات الإنجليزية من فئة ربع، ونصف، و1، و2، و4 بنس إسترليني (نادرًا ما كانت تُسك العملاتان الإسترلينيتان الأخيرتان).
شكلت عملات الإيكو الفرنسية والنبلاء الإنجليز والفلورين الهولندي العملة الذهبية في الأراضي المنخفضة، وكان لها سعر صرف متغير مقابل الستويفر. لم تكن هناك فئة نقدية بقيمة غولدن واحد حتى إصدار فلورين سينت أندريس عام 1464، والذي احتوى على 2,735 غرام من الذهب الخالص، ولكن هذا كان قبل عامين فقط من استئناف تخفيض قيمة الستويفر.

### 1500–1560: هولندا الإسبانية
انخفضت قيمة الستويفر بشكل طفيف بين عامي 1466 و1475 قبل أن تتعرض لانخفاضات كبيرة حتى نهاية القرن الخامس عشر. بين عامي 1469 و1475، أتاح اتفاق مع إنجلترا استبدال الغروت الإنجليزي (4 بنسات؛ 2.88 غرام من الفضة النقية) بالباتارد البورغندي المزدوج (أو 2-ستويفر) الذي سُك في عهد شارل الجريء.
أسفرت المحاولات اللاحقة لإصدار عملات معدنية بقيمة 1 غولدن عن سك عملة كارولوسغولدن الذهبية التي يبلغ وزنها 1.77 غرام من الذهب الخالص في عام 1520، وعملة كارولوسغولدن الفضية التي يبلغ وزنها 19.07 غرام من الفضة الخالصة في عام 1541. وفي النهاية، اقترب محتوى السبائك في العملات الفرنسية والإنجليزية من هذه القيمة، حيث أصبح الليفر الباريسي الفرنسي 20.4 غرام من الفضة الخالصة في عام 1549، وأصبح 1/6 من الجنيه الإسترليني (3 شلن و4 بنسات) 19.2 غرام من الفضة الخالصة في عام 1551.

### 1618: الجمهورية الهولندية
تسارعت وتيرة انخفاض قيمة الجولدن في النصف الثاني من القرن السادس عشر وسط التدفق الهائل للمعادن الثمينة من ألمانيا وأميركا الإسبانية التي وصلت عبر الأراضي المنخفضة التابعة لعائلة هابسبورغ.
كان فقدان محتوى الفضة في العملات الهولندية المحلية على شكل ستيوفر وشلن (6 ستيوفر) ودالدر (1 + 1⁄2 غولدن أو 30 ستيوفر) نتيجة لاختبار المقاطعات المختلفة للسوق باستمرار بعملات من الفضة المخفضة قليلاً، بهدف قبولها على قدم المساواة مع العملات المعدنية كاملة الجسم. مع إعلان جمهورية هولندا الشمالية للتو استقلالها عن التاج الإسباني، لم تكن هناك سلطة مركزية قوية بما يكفي لمعاقبة المقاطعات المسؤولة عن تدهور جودة العملة الهولندية. إن القبول الرسمي الحتمي لأسعار جديدة مخفضة للغولدن فقط مهد الطريق لجولة أخرى من الانخفاضات.
ونتيجة لذلك، ارتفعت قيمة ما يعادل الجولدن من العملات التجارية المختلفة التي تمر عبر الأراضي المنخفضة أيضًا، على النحو التالي:
- قُدِّرت قيمة الرايخستالر الألماني، الذي كان وزنه 25.98 غرامًا من الفضة النقية، بـ 32 ستوفر (1.6 غرام) في عام 1566.
- قُدِّرت قيمة الدولار الأسدي (leeuwendaalder) للجمهورية الهولندية، الذي كان وزنه 20.57 غرامًا من الفضة النقية، بـ 32 ستوفر (1.6 غرام) في عام 1575.
- قُدِّرت قيمة الرايخستالر الهولندي، الذي كان وزنه 25.40 غرامًا من الفضة النقية، وهو نسخة محلية من الرايخستالر الألماني، بـ 42 ستوفر (2.1 غرام) في عام 1583، وارتفعت قيمتها مرارًا وتكرارًا حتى وصلت إلى 50 ستوفر (2.5 غرام) في عام 1618 - وبالتالي، 10.16 غرامًا من الفضة في الغولدن.
- تالر باتاغون [هولندا] الإسباني أو تالر ألبرتوس من الفضة النقية بوزن 24.56 غرامًا، وقيمته 8 شلن فلمنكي (48 ستوفر، 2.4 غرام) في عام 1618.
- دوكاتون هولندا الإسباني من الفضة النقية بوزن 30.70 غرامًا، وقيمته 10 شلن فلمنكي (60 ستوفر، 3 غرام) في عام 1618.

كان الحل الذي أوقف فورًا تدهور قيمة الغولدن هو إنشاء بنك أمستردام فيسلبانك (بنك أمستردام) عام1609، والذي كُلِّف بقبول وتحليل محتوى السبائك المعدنية في العملات المستلمة من المودعين، ثم إضافة ما يعادل 1 ريكسدالدر (2+1/2 غولدن بعد عام 1618) لكل 25.40 غرام من الفضة النقية المستلمة بالفعل. وبإضافة القواعد التي تشترط إتمام المدفوعات التي تزيد عن 600 غولدن عبر البنك، أوقف هذا حوافز المقاطعات للتلاعب بمحتوى الفضة في عملاتها.
في عام 1626، كتب بيتر شاجين باللغة الهولندية عن شراء "جزيرة مانهاتن" (مانهاتن) "من الهنود مقابل قيمة 60 غيلدر".

### 1659: عملة غولدن والبنك
حتى مع نجاح بنك أمستردام في وقف انخفاض قيمة العملة الهولندية، استمرت محاولات زيادة قيمة العملات التجارية المكافئة لها بالستويفر بين المقاطعات. بعد ثلاثينيات القرن السابع عشر، ظهرت مبادرات لرفع قيمة الباتاغون من 48 إلى 50 ستيوفر (بزيادة قدرها 4.17%)، تلتها مبادرات لرفع قيمة الدوكاتون من 60 إلى 63 ستيوفر (بزيادة قدرها 5%). وخوفًا من تضرر سمعته الأوروبية في حال سداد ودائع الـ 50 ستيوفر بالريكسدولار بباتاغونات أرخص بقيمة 50 ستيوفر، رفض البنك بشدة في أربعينيات القرن السابع عشر القيم المتقدمة لهذه العملات، وأبقى على قيمها القديمة البالغة 48 و60 ستيوفر.
كان هذا هو أصل عملة غولدن بانكو الدائمة، التي زادت قيمتها بنسبة 5% عن قيم عملات غولدن الإقليمية. في عام 1659، جعلت الجمهورية الهولندية هذه الثنائية دائمة بإصدار عملاتها التجارية الخاصة، وهي:
- دوكات الفضة (zilveren dukaat؛ وتسمى أيضًا Rijksdaalder) من الفضة النقية وزنها 24.36 غرام، وتحل محل الباتاغون وقيمتها 48 ستيوفر بانكو (2.4 جيجا بايت) أو عملة 50 ستيوفر (2.5 غرام).
- دوكاتون سيلفر رايدر من الفضة النقية وزنها 30.45 غرام، وتحل محل الدوكاتون وقيمتها 60 ستيوفر بانكو (3 جيجا بايت) أو عملة 63 ستيوفر (3.15 غرام).

كانت النتيجة وحدة بنكية غولدنية من 10.15 غرام فضة ووحدة عملة غولدنية من 9.67 غرام فضة كما هو محدد من الدوكاتون. ساهمت هذه الإصلاحات في ترسيخ دور الجمهورية الهولندية كمركز مالي لأوروبا، وجعلت بنك أمستردام أول بنك مركزي حديث في العالم، وجعلت الغولدن المستقرة لدى البنوك عملة احتياطية فعلية لأوروبا حتى نهاية القرن الثامن عشر. في عام 1694، أقرّ مرسوم جديد لدار سك العملة الغولدنية كعملة صالحة للجمهورية بأكملها.
بما أن البنك كان أيضًا موزعًا نشطًا للعملات النقدية المتداولة (negotiepenningen)، أو العملات التجارية التي تصادف أن تكون قيمتها أقل من قيمتها الحقيقية في هولندا (مثل عملات ريكسدولار القديمة التي لا تزال تُقدر بـ 50 ستيوفر)، فقد صُدّرت العملات التجارية الهولندية، مثل دولار الأسد وريكسدولار والدوقات الفضية، وأصبحت عملة أساسية لبقية أوروبا حتى نهاية القرن الثامن عشر. ولا تزال دار سك العملة الملكية الهولندية تسك الدوقية الفضية الشهيرة حتى يومنا هذا.
سكت عملة فضية من فئة 1 غولدن تزن 10.61 غرام، 0.91 غرام، من قبل ولايتي هولندا وفريزلاند الغربية في عام 1680. يتميز تصميم الغولدن بـ بالاس أثينا واقفة، تحمل رمحًا يعلوه قبعة في يدها اليمنى، مستندة بساعدها الأيسر على مجموعة من الأناجيل على أساس مزخرف، مع درع صغير في الأسطورة.

### القرن التاسع عشر: هولندا المتحدة
بعد انهيار بنك أمستردام في أعقاب الحروب النابليونية، أعادت المملكة المتحدة الهولندية في عام 1817 تعريف الغولدن بأنه إما 9,613 غرام فضة أو0.60561 غرام ذهب. قُسِّمَ عشريًا إلى 100 سنت، وأُصدرت عملة الغولدن الواحد بشكل دائم. كان من المحتم أن يفشل هذا المعيار بسبب
- وجود كروننتالر فضية في هولندا النمساوية السابقة، بوزن 25.71 غرامًا من الفضة النقية، بقيمة 2.7 غولدن (وبالتالي، 9.52 غرامًا فقط لكل غولدن)،
- وما يعادل 0.60561 غرامًا من الذهب، بنسبة ذهب إلى فضة تبلغ 15.5 في فرنسا المجاورة، بقيمة 9.39 غرامًا فقط من الفضة.

بعد انفصال بلجيكا عن هولندا في عام 1830، تنفذ حل أكثر ديمومة في عام 1840 عن طريق خفض الغولدن إلى 9.45 غرام من الفضة النقية وإلغاء معادلها الثابت بالذهب.

### المعيار الذهبي
نتيجةً لاعتماد الإمبراطورية الألمانية حديثة التأسيس لمعيار الذهب عام ١٨٧٣، ألغت هولندا عام ١٨٧٥ سكّ العملات الفضية المجانية من فئة الغولدن، واستُبدلت بسكّ العملات الذهبية المجانية من فئة ١٠ غولدن، والتي تحتوي على ٦٫٠٤٨ غرام من الذهب الخالص. استمر هذا النظام حتى تعليق العمل بمعيار الذهب عالميًا عام ١٩١٤ بسبب الحرب العالمية الأولى. أُعيد العمل بمعيار الذهب عام ١٩٢٥، ولكن تم التخلي عنه عام ١٩٣٦.

### بعد عام 1914
في عام 1914، كان يجري تداول الغيلدر بمعدل 2.46 غيلدر = 1 دولار أمريكي. اعتبارًا من عام 1938، كان المعدل 1.82 غيلدر = 1 دولار أمريكي يمكن للغيلدر الهولندي الواحد في عام 1914 شراء نفس الكمية تقريبًا من السلع والخدمات مثل 10.02 دولارًا أمريكيًا أو 8.17 يورو في ديسمبر 2017. في عام 1938، ستكون القوة الشرائية للغيلدر مساوية تقريبًا لـ 9.54 دولارًا أمريكيًا أو 7.78 يورو في ديسمبر 2017. بشكل عام، ظل الغيلدر عملة مستقرة للغاية وكان أيضًا ثالث أعلى وحدة عملة قيمة في أوروبا في فترة ما بين الحربين (بعد الجنيه الإسترليني البريطاني والجنيه الأيرلندي، واللذين كانا في ذلك الوقت مرتبطين ببعضهما البعض على قدم المساواة).
بعد الاحتلال الألماني، في 10 مايو/أيار 1940، رُبط الغيلدر بالرايخ مارك بمعدل 1 غيلدر = 1.5 رايخ مارك. خُفِّض هذا المعدل إلى 1.327 في 17 يوليو/تموز من العام نفسه. حددت قوات الحلفاء المُحرِّرة سعر صرف قدره 2.652 غيلدر = دولار أمريكي واحد، وهو ما أصبح سعر ربط الغيلدر ضمن نظام بريتون وودز. في عام 1949، تغيّر سعر الربط إلى 3.8 غيلدر = دولار واحد، وهو ما يُعادل تقريبًا انخفاض قيمة الجنيه الإسترليني. في عام 1961، أُعيد تقييم الغيلدر إلى 3.62 غيلدر = دولار واحد، وهو تغيير يُقارب تقريبًا تغيير قيمة المارك الألماني. بعد عام 1967، صُنع الغيلدر من النيكل بدلًا من الفضة.

### تحول اليورو
في عام 2002، استُبدل الغيلدر باليورو بسعر صرف2.20371 غيلدر = 1 يورو. وظلت العملات المعدنية قابلة للاستبدال باليورو في فروع البنك المركزي الهولندي حتى 1 يناير 2007. ويمكن استبدال معظم أوراق الغيلدر النقدية التي كانت صالحة وقت التحويل حتى الموعد النهائي في 1 يناير 2032. هناك بعض الاستثناءات لهذا، بالإضافة إلى ذلك، لا يمكن استبدال أي ورقة نقدية مُستلمة كدفعة مقابل سلع أو خدمات تجارية بعد 27 يناير 2002. للاطلاع على قائمة كاملة بأوراق الغيلدر النقدية وتاريخ آخر استبدال لها، يُرجى مراجعة قسم "أوراق الغيلدر النقدية الهولندية".

## العملات المعدنية
في القرن الثامن عشر، أصدرت المقاطعات المختلفة عملات معدنية. كان هناك نحاس 1 دويت، وفضة 1، 2، 6 و10 ستوفر، و1 و3 غيلدر، ونصف و1 دوقية فضية ريكسدالدر ونصف و1 دوكاتون فضي. كما سكت عملات تجارية ذهبية 1 و2 دوقية. بين عامي 1795 و1806، أصدرت جمهورية باتافيا عملات معدنية بفئات مماثلة للإصدارات الإقليمية السابقة. سك مملكة هولندا 10 ستوفر فضية، و1 فلورين و1 غيلدر (ما يعادلها)، و50 ستوفر و2+1⁄2 غيلدر (ما يعادلها أيضًا) و1 ريكسدالدر، إلى جانب 10 و20 غيلدر ذهبي. قبل النظام العشري، أصدرت مملكة هولندا لفترة وجيزة بعض العملات المعدنية بقيمة 1 ريكسدالدر.
لا تزال العملات الذهبية من فئة 1 و2 دوكات والفضية (rijksdaalder) تُسك اليوم كعملات سبائك.
في عام 1817، صدرت أولى عملات النظام العشري، وهي سنت نحاسي واحد وثلاثة غيلدرات فضية. وفي عام 1818، طُرحت الفئات المتبقية، وهي نصف سنت نحاسي، وخمسة سنتات وعشرة سنتات وخمسة وعشرون سنتًا فضية، ونصف وغيلدر واحد، وعشرة غيلدرات ذهبية. وفي عام 1826، طُرحت عملات ذهبية من فئة خمسة غيلدرات.
في عام 1840، تقلل محتوى الفضة في العملات المعدنية (انظر أعلاه) وتميز هذا باستبدال عملة 3 غيلدر بقطعة 2 + 1⁄2 غيلدر. تعلقت العملات الذهبية تمامًا في عام 1853، بعد خمس سنوات من تعليق معيار الذهب. بحلول عام 1874، توقف إنتاج العملات الفضية ذات القيمة الأكبر من 10 سنتات، ولم يُستأنف بالكامل إلا في تسعينيات القرن التاسع عشر. سكت العملات الذهبية من فئة 10 غيلدر مرة أخرى من عام 1875. في عام 1877، قدمت العملات البرونزية 2 + 1⁄2 سنت. في عام 1907، استبدلت العملات الفضية فئة 5 سنتات بقطع مستديرة من النحاس والنيكل. استبدلت لاحقًا في عام 1913 بقطع مربعة الشكل فئة 5 سنتات. في عام 1912، أعيد طرح عملات ذهبية من فئة 5 غيلدر، ولكن انتهى سك العملات الذهبية في عام 1933. وتوقف العمل بنصف غيلدر بعد عام 1930. وخلال فترة فيلهلمينا، إجريت عدد من التغييرات غير المتكررة على عملات 10 و25 سنتًا أيضًا، وكانت أكبر التغييرات هي التحديثات الدورية لصورة الملكة والتغييرات الأصغر في التصميمات على الوجه الخلفي.
في عام 1941، وبعد الاحتلال الألماني، توقف إنتاج جميع أنواع العملات القديمة، وطرحت حكومة الاحتلال عملات الزنك بفئات 1, 2+1/2, 5, 10، و25 سنتًا. وسُكّت كميات كبيرة من عملات ما قبل الحرب الفضية من فئات 10 و25 سنتًا و١ غيلدر في الولايات المتحدة بين عامي 1943 و1945 لاستخدامها بعد التحرير. وبعد ذلك، أُلغيت العملات الزنكية بسرعة وسُكّت.
في وقت الانسحاب في عام 2002، كانت الفئات التالية من العملات المعدنية متداولة:
- 5 سنتات (0.023 يورو) - ستيوفر - الاسم موجود، مع أن ستيوفر لم يكن وحدة فرعية رسمية للغيلدر منذ النظام العشري عام 1817؛
- 10 سنتات (0.045 يورو) - دوبلتي (ضعف صغير) - نظرًا لصغر حجمها، فقد كانت أصغر عملة متداولة، حيث كانت تساوي ستيوفرين، ومن هنا جاء اسمها؛
- 25 سنتًا 0.11 يورو) - كوارتجي (ربع دولار) - كان الكوارتجي أصغر من ستيوفر، ولكنه أكبر من الدوبلتي والسنت؛
- 1 غيلدر (0.45 يورو) - غولدن، ويُطلق عليه في اللغة العامية بيك؛
- 2+1⁄2 غيلدر (1.13 يورو) – ريجكسدالدر، بالعامية ريكس أو كناك؛
- 5 غيلدر (2.27 يورو) - vijfje ("الخمسة الصغار")؛

### سلسلة ما بعد الحرب
في عام 1948، سُحبت جميع فئات نصف السنت وسنتي ونصف سنت من التداول، مع أن إنتاج أيٍّ من الفئتين لم يستمر بعد عامي 1940 و1942 على التوالي. أُصدرت عملات برونزية جديدة من فئة سنت واحد وخمسة سنتات تحمل صورة الملكة فيلهلمينا على وجهها، مما أدى إلى التخلص التدريجي من الأنواع السابقة. وفي الوقت نفسه، طُرحت عملات نيكل جديدة من فئة 10 سنتات و25 سنتًا. وفي عام 1949، طُرحت أوراق نقدية من فئة غيلدر واحد وغيلدرين ونصف غيلدر. بعد خمس سنوات، أعيد طرح عملة 1 غيلدر الفضية، تلتها عملة 2+1⁄2 جيلدر الفضية في عام 1959. استبدل محتوى الفضة بالنيكل في عام 1967، على الرغم من عدم سك عملات 2+1⁄2 جيلدر في عامي 1967 و1968. حيث إلغي تداول العملات الفضية في عام 1973. في عام 1950، استبدلت صورة الملكة يوليانا بصورة فيلهلمينا على الوجه الأمامي لجميع العملات.
في عام 1980، توقف إنتاج عملة 1 سنت وإلغي تداولها بعد ثلاث سنوات. بعد فترة وجيزة، تقرر استبدال ورقة نقدية من فئة 5 جيلدر بعملة معدنية بنفس القيمة. ومع ذلك، لم تقدم عملة 5 جيلدر مطلية بالبرونز من النيكل إلا في عام 1988. وظلت ورقة النقد من فئة 5 غيلدر مناقصة قانونية حتى عام 1995. بدأت عملة 2 + 1⁄2 جيلدر تفقد استخدامها على نطاق واسع تدريجيًا بعد فترة وجيزة من تقديم عملة 5 غيلدر، وانخفضت أرقام سك العملة حتى توقف الغيلدر. وشهد عام 1980 أيضًا تداول سلسلتين من العملات التذكارية من عملات 1 و2 + 1⁄2 جيلدر احتفالًا بصعود الملكة بياتريكس إلى العرش.
| سلسلة ما بعد الحرب (1948) المصمم: ل. و. وينكباخ | سلسلة ما بعد الحرب (1948) المصمم: ل. و. وينكباخ | سلسلة ما بعد الحرب (1948) المصمم: ل. و. وينكباخ | سلسلة ما بعد الحرب (1948) المصمم: ل. و. وينكباخ | سلسلة ما بعد الحرب (1948) المصمم: ل. و. وينكباخ | سلسلة ما بعد الحرب (1948) المصمم: ل. و. وينكباخ | سلسلة ما بعد الحرب (1948) المصمم: ل. و. وينكباخ | سلسلة ما بعد الحرب (1948) المصمم: ل. و. وينكباخ    | سلسلة ما بعد الحرب (1948) المصمم: ل. و. وينكباخ    | سلسلة ما بعد الحرب (1948) المصمم: ل. و. وينكباخ | سلسلة ما بعد الحرب (1948) المصمم: ل. و. وينكباخ | سلسلة ما بعد الحرب (1948) المصمم: ل. و. وينكباخ |
| الصورة                                          | القيمة                                          | المعلومات التقنية                               | المعلومات التقنية                               | المعلومات التقنية                               | المعلومات التقنية                               | الوصف                                           | الوصف                                              | الوصف                                              | الإصدار من                                      | الانسحاب                                        |                                                 |
| الصورة                                          | القيمة                                          | القطر (مم)                                      | كتلة (غم)                                       | التركيب                                         | التركيب                                         | الحافة                                          | وجه العملة                                         | ظهر العملة                                         | الإصدار من                                      | الانسحاب                                        |                                                 |
| ----------------------------------------------- | ----------------------------------------------- | ----------------------------------------------- | ----------------------------------------------- | ----------------------------------------------- | ----------------------------------------------- | ----------------------------------------------- | -------------------------------------------------- | -------------------------------------------------- | ----------------------------------------------- | ----------------------------------------------- | ----------------------------------------------- |
|                                                 | ƒ 0.01                                          | 14.00                                           | 2.00                                            |                                                 | البرونز                                         | ناعم                                            | الملكة فيلهلمينا (1948) الملكة يوليانا (from 1950) | القيمة؛ سنة الإصدار                                | 1948–1980                                       | 1983                                            |                                                 |
|                                                 | ƒ 0.05                                          | 21.00                                           | 3.50                                            |                                                 | البرونز                                         | ناعم                                            | الملكة فيلهلمينا (1948) الملكة يوليانا (from 1950) | غصن برتقالي؛ القيمة؛ سنة الإصدار                   | 1948–1980                                       | 2002                                            |                                                 |
|                                                 | ƒ 0.10                                          | 15.00                                           | 1.50                                            |                                                 | نيكل                                            | مقصب                                            | الملكة فيلهلمينا (1948) الملكة يوليانا (from 1950) | التاج؛ القيمة؛ سنة الإصدار                         | 1948–1980                                       | 2002                                            |                                                 |
|                                                 | ƒ 0.25                                          | 19.00                                           | 3.00                                            |                                                 | نيكل                                            | مقصب                                            | الملكة فيلهلمينا (1948) الملكة يوليانا (from 1950) | التاج؛ القيمة؛ سنة الإصدار                         | 1948–1980                                       | 2002                                            |                                                 |
|                                                 | ƒ 1                                             | 25.00                                           | 6.50                                            |                                                 | فضة: 72%                                        | الكتابة: GOD ★ ZIJ ★ MET ★ ONS ★                | الملكة يوليانا                                     | شعار النبالة؛ الكتابة: هولندا؛ القيمة؛ سنة الإصدار | 1954–1967                                       | 1973                                            |                                                 |
| 6.00                                            | ƒ 1                                             | 25.00                                           | نيكل                                            | 1967–1980                                       | 2002                                            | الكتابة: GOD ★ ZIJ ★ MET ★ ONS ★                | الملكة يوليانا                                     | شعار النبالة؛ الكتابة: هولندا؛ القيمة؛ سنة الإصدار |                                                 |                                                 |                                                 |
|                                                 | ƒ 2½                                            | 33.00                                           | 15.00                                           |                                                 | فضة: 72%                                        | الكتابة: GOD ★ ZIJ ★ MET ★ ONS ★                | الملكة يوليانا                                     | شعار النبالة؛ الكتابة: هولندا؛ القيمة؛ سنة الإصدار | 1959–1966                                       | 1973                                            |                                                 |
| 29.00                                           | ƒ 2½                                            | 10.00                                           | نيكل                                            | 1969–1980                                       | 2002                                            | الكتابة: GOD ★ ZIJ ★ MET ★ ONS ★                | الملكة يوليانا                                     | شعار النبالة؛ الكتابة: هولندا؛ القيمة؛ سنة الإصدار |                                                 |                                                 |                                                 |

### السلسلة الأخيرة
خضعت جميع العملات المتداولة لإعادة تصميم شاملة عام 1982، بعد فترة وجيزة من تتويج الملكة بياتريكس. وتميزت هذه العملات بتصاميم تجريدية تتضمن شبكات وصورة ظلية متعددة الطبقات للملكة، على عكس التصاميم الأكثر رسمية للجيل السابق من العملات. وتوقف إنتاج هذه العملات بعد عام 2001.
حملت جميع العملات المعدنية صورة شخصية للملكة على وجهها وشبكة بسيطة على الجانب الآخر. نُقشت على حواف العملات من فئة 1 غيلدر، و2+1⁄2 غيلدر، وخمس غيلدرات عبارة "الله معنا" (God zij met ons).
| السلسلة الأخيرة (1982) المصمم: برونو نينابر فان إيبن | السلسلة الأخيرة (1982) المصمم: برونو نينابر فان إيبن | السلسلة الأخيرة (1982) المصمم: برونو نينابر فان إيبن | السلسلة الأخيرة (1982) المصمم: برونو نينابر فان إيبن | السلسلة الأخيرة (1982) المصمم: برونو نينابر فان إيبن | السلسلة الأخيرة (1982) المصمم: برونو نينابر فان إيبن | السلسلة الأخيرة (1982) المصمم: برونو نينابر فان إيبن | السلسلة الأخيرة (1982) المصمم: برونو نينابر فان إيبن | السلسلة الأخيرة (1982) المصمم: برونو نينابر فان إيبن | السلسلة الأخيرة (1982) المصمم: برونو نينابر فان إيبن | السلسلة الأخيرة (1982) المصمم: برونو نينابر فان إيبن | السلسلة الأخيرة (1982) المصمم: برونو نينابر فان إيبن |
| الصورة                                               | القيمة                                               | المعلومات التقنية                                    | المعلومات التقنية                                    | المعلومات التقنية                                    | المعلومات التقنية                                    | الوصف                                                | الوصف                                                | الوصف                                                | الإصدار من                                           | الإنسحاب                                             | انتهاء الفترة                                        |
| الصورة                                               | القيمة                                               | القطر (مم)                                           | الكتلة (غم)                                          | التركيب                                              | التركيب                                              | الحافة                                               | وجة العملة                                           | ظهر العملة                                           | الإصدار من                                           | الإنسحاب                                             | انتهاء الفترة                                        |
| ---------------------------------------------------- | ---------------------------------------------------- | ---------------------------------------------------- | ---------------------------------------------------- | ---------------------------------------------------- | ---------------------------------------------------- | ---------------------------------------------------- | ---------------------------------------------------- | ---------------------------------------------------- | ---------------------------------------------------- | ---------------------------------------------------- | ---------------------------------------------------- |
|                                                      | ƒ 0.05                                               | 21.00                                                | 3.50                                                 |                                                      | البرونز                                              | ناعم                                                 | الملكة بياتريكس                                      | القيمة؛ سنة الإصدار                                  | 1982–2001                                            | 2002                                                 | 2007                                                 |
|                                                      | ƒ 0.10                                               | 15.00                                                | 1.50                                                 |                                                      | نيكل                                                 | مقصب                                                 | الملكة بياتريكس                                      | القيمة؛ سنة الإصدار                                  | 1982–2001                                            | 2002                                                 | 2007                                                 |
|                                                      | ƒ 0.25                                               | 19.00                                                | 3.00                                                 |                                                      | نيكل                                                 | مقصب                                                 | الملكة بياتريكس                                      | القيمة؛ سنة الإصدار                                  | 1982–2001                                            | 2002                                                 | 2007                                                 |
|                                                      | ƒ 1                                                  | 25.00                                                | 6.00                                                 |                                                      | نيكل                                                 | الكتابة: GOD ★ ZIJ ★ MET ★ ONS ★                     | الملكة بياتريكس                                      | القيمة؛ سنة الإصدار                                  | 1982–2001                                            | 2002                                                 | 2007                                                 |
|                                                      | ƒ 2½                                                 | 29.00                                                | 10.00                                                |                                                      | نيكل                                                 | الكتابة: GOD ★ ZIJ ★ MET ★ ONS ★                     | الملكة بياتريكس                                      | القيمة؛ سنة الإصدار                                  | 1982–2001                                            | 2002                                                 | 2007                                                 |
|                                                      | ƒ 5                                                  | 23.50                                                | 9.25                                                 |                                                      | النيكل والبرونز                                      | الحروف المزخرفة: GOD ★ ZIJ ★ MET ★ ONS ★             | الملكة بياتريكس                                      | القيمة؛ سنة الإصدار                                  | 1987–2001                                            | 2002                                                 | 2007                                                 |

## الأوراق النقدية
بين عامي 1814 و1838، أصدر البنك الهولندي أوراقًا نقدية من فئات 25, 40, 60, 80, 100, 200, 300, 500, و 1000غيلدر. وتبعتها، ابتداءً من عام 1846، أوراق نقدية حكومية (muntbiljetten) من فئات 5, 10, 20, 50, 100, 500, و 1000غيلدر، واستمر إصدار فئتي 10 و50 غيلدر حتى عام 1914.
في عام 1904، استأنف البنك الهولندي إصدار النقود الورقية. وبحلول عام 1911، كان يُصدر أوراقًا نقدية من فئات 10, 25, 40, 60, 100, 200, 300, و 1000غيلدر. وفي عام 1914، وبسبب نقص الفضة اللازمة للسك، أصدرت الحكومة شهادات فضية (zilverbonnen) لفئات1, 2+1/2, و 5 غيلدر. ورغم أن أوراق الخمسة غيلدر لم تُصدر إلا في ذلك العام، إلا أن أوراق الغيلدر الواحد استمرت حتى عام 1920، و2+1/2 غيلدر حتى عام 1927.
في عام 1926، قدم البنك الهولندي أوراق نقدية من فئة 20 غيلدر، تلاها فئة 50 غيلدر في عام 1929 وفئة 500 غيلدر في عام 1930. وجاءت هذه الإصدارات بعد توقف إنتاج الأوراق النقدية غير العادية من فئة 40 و60 و300 غيلدر خلال عشرينيات القرن العشرين.
في عام 1938، أُعيد طرح الأوراق النقدية الفضية لفئتي 1 و2+1⁄2 غيلدر. وخلال الحرب العالمية الثانية، استمر البنك الهولندي في إصدار العملات الورقية، على الرغم من بعض التغييرات في التصميم، أبرزها استبدال صورة الملكة إيما بصورة لرامبرانت على ورقة العشرة غيلدر. طبع الحلفاء أوراقًا نقدية رسمية مؤرخة عام 1943 للاستخدام بعد التحرير. وكانت هذه الأوراق من فئات 1 و2+1⁄2 و10 و25 و50 و100 غيلدر. وأُصدرت المزيد من الأوراق النقدية الرسمية لفئتي 1 و2+1⁄2 غيلدر في عامي 1945 و1949.
بعد الحرب، أصدر البنك الهولندي أوراقًا نقدية من فئات 10، 20، 25، 50، 100، و1000 غيلدر. صدرت آخر أوراق نقدية من فئة 20 غيلدرًا عام 1955، بينما صدرت أوراق نقدية من فئة 5 غيلدرات عام 1966 (استُبدلت بالعملات المعدنية عام 1988)، وأوراق نقدية من فئة 250 غيلدرًا عام 1985.
في وقت الانسحاب، كانت الفئات النقدية التالية متداولة:
- ƒ10 (4.54 يورو) - tientje ("العشرة الصغيرة")، joet، IJsvogel ("الرفراف")
- ƒ25 (11.34 يورو) - جيلتجي ("واحد أصفر")
- ƒ50 (22.69 يورو) – zonnebloem ('عباد الشمس')
- ƒ100 (45.38 يورو) - هونديردي، ماير، قص ('قنص')
- ƒ250 (113.45 يورو) – vuurtoren ("المنارة")
- ƒ1000 (453.78 يورو) – duizenje، rooie / rooitje

إصدرت جميع الأوراق النقدية من فئة 50 و250 غيلدر في سلسلة جديدة بنفس لون الأوراق النقدية القديمة، ولكن بنمط تجريدي في الغالب، ويضم طائرًا مختلفًا لكل فئة.
الأشخاص الذين تصوروا على تلك الأوراق النقدية القديمة هم:
- ƒ5 – الشاعر يوست فان دن فوندل (استبدلت الورقة النقدية بعملة ƒ5 في عام 1988 وسحبت بالكامل في عام 1995)
- ƒ10 - الرسام فرانز هالز
- ƒ25 - الملحن جان بيترسون سويلينك
- ƒ100 - الأدميرال ميشيل دي رويتر (هذه الورقة النقدية، كونها الأكثر ربحية للتزوير، كانت أول ورقة تستبدل)
- ƒ1000 - الفيلسوف باروخ سبينوزا

صمم أوتجي أوكسينار هذه الأوراق النقدية "ذات الوجه" من سبعينيات القرن الماضي، وأوراق الثمانينات النقدية من فئات ƒ50 (دوار الشمس)، وƒ100 (السمامة)، وƒ250 (المنارة). وفي نهاية المطاف، استُبدلت هذه الأوراق تدريجيًا، بدءًا من عام 1990 فصاعدًا، بأوراق نقدية بتصاميم تجريدية معقدة من تصميم ياب دروبستين، مع طرح تصاميم جديدة لفئات ƒ10، وƒ25، وƒ100، وƒ1000 قبل إيقاف استخدام الغيلدر مقابل اليورو.
ظهر تحذير ضد التزوير على الجانب الخلفي لجميع أوراق النقد من فئة الجيلدر قبل السلسلة النهائية باستثناء ورقة "المنارة" من فئة 250 ƒ، والتي تكررت عدة مرات في الطباعة الدقيقة (وهي تقنية استُخدمت لاحقًا على بعض الأوراق النقدية من فئة الروبية الإندونيسية):
Wetboek van Strafrecht مقال 208: هناك مجموعة متنوعة من العملات المصرفية التي تحمل اسم Vervalst، مع أنها تدمج مجموعة متنوعة من العملات البنكية كما أنها تُعطيك نتيجة، وقد قدمت من خلال عشر سنوات من الخبرة.
المادة 208 من قانون العقوبات: يعاقب بالسجن مدة لا تزيد على تسع سنوات كل من قلد أو زور عملات معدنية أو ورقية بقصد إصدارها أو عرضها على أنها أصلية وغير معدلة.
في نهاية المطاف، استبدل هذا التحذير برسالة خفية على الجانب الأمامي: "De namaker of vervalser wordt gestraft" (سيعاقب المزورين أو المزورين)، والتي ظهرت لأول مرة داخل مربع صغير على ورقة "المنارة" من فئة 250 ƒ بينما كانت لا تزال تشير إلى المادة 208 المذكورة أعلاه. لم تظهر هذه الإشارة على الأوراق النقدية اللاحقة.

### سلسلة الأسلاف الجزء الثاني والطبيعة
| Forebears II series (1966–1973) المصمم: أوتي أوكسينار | Forebears II series (1966–1973) المصمم: أوتي أوكسينار | Forebears II series (1966–1973) المصمم: أوتي أوكسينار | Forebears II series (1966–1973) المصمم: أوتي أوكسينار | Forebears II series (1966–1973) المصمم: أوتي أوكسينار | Forebears II series (1966–1973) المصمم: أوتي أوكسينار | Forebears II series (1966–1973) المصمم: أوتي أوكسينار | Forebears II series (1966–1973) المصمم: أوتي أوكسينار    | Forebears II series (1966–1973) المصمم: أوتي أوكسينار | Forebears II series (1966–1973) المصمم: أوتي أوكسينار | Forebears II series (1966–1973) المصمم: أوتي أوكسينار |
| الصورة                                                | القيمة                                                | قيمته باليورو                                         | الأبعاد (مم)                                          | اللون الأساسي                                         | اللون الأساسي                                         | الوصف                                                 | الوصف                                                    | الإصدار                                               | الإنسحاب                                              | الانقضاء                                              |
| الصورة                                                | القيمة                                                | قيمته باليورو                                         | الأبعاد (مم)                                          | اللون الأساسي                                         | اللون الأساسي                                         | وجه العملة                                            | ظهر العملة                                               | الإصدار                                               | الإنسحاب                                              | الانقضاء                                              |
| ----------------------------------------------------- | ----------------------------------------------------- | ----------------------------------------------------- | ----------------------------------------------------- | ----------------------------------------------------- | ----------------------------------------------------- | ----------------------------------------------------- | -------------------------------------------------------- | ----------------------------------------------------- | ----------------------------------------------------- | ----------------------------------------------------- |
| [ 20 ]                                                | ƒ 5                                                   | €2.27                                                 | 136 × 76                                              |                                                       | الأخضر                                                | يوست فان دن فوندل                                     | مسرح المدينة                                             | 19 December 1966                                      | 1 May 1995                                            | 1 May 2025                                            |
| [ 21 ]                                                | ƒ 5                                                   | €2.27                                                 | 136 × 76                                              | 14 June 1976                                          | الأخضر                                                | يوست فان دن فوندل                                     | مسرح المدينة                                             |                                                       | 1 May 1995                                            | 1 May 2025                                            |
| [ 22 ]                                                | ƒ 10                                                  | €4.54                                                 | 142 × 76                                              |                                                       | الأزرق                                                | فرانز هالز                                            | نمط الاسطوانة                                            | 4 January 1971                                        | 1 January 2002                                        | 1 January 2032                                        |
| [ 23 ]                                                | ƒ 25                                                  | €11.34                                                | 148 × 76                                              |                                                       | الأحمر                                                | ج. ب. سويلينك                                         | موجات صوتية                                              | 15 December 1972                                      | 1 May 1995                                            | 1 May 2025                                            |
|                                                       | ƒ 100                                                 | €45.38                                                | 154 × 76                                              |                                                       | البني                                                 | ميشيل دي رويتر                                        | قرص البوصلة                                              | 15 December 1972                                      | 23 July 1986                                          | 23 July 2016                                          |
| [ 24 ]                                                | ƒ 1000                                                | €453.78                                               | 160 × 76                                              |                                                       | أخضر داكن                                             | باروخ سبينوزا                                         | الأنماط الثلاثية                                         | 15 January 1973                                       | 1 January 2002                                        | 1 January 2032                                        |
| Nature series (1981–1986) المصمم: أوتي أوكسينار       |                                                       |                                                       |                                                       |                                                       |                                                       |                                                       |                                                          |                                                       |                                                       |                                                       |
| [ 25 ]                                                | ƒ 50                                                  | €22.69                                                | 148 × 76                                              |                                                       | الأصفر                                                | دوار الشمس                                            | أراضي آيسل مير المستصلحة خريطة فليفولاند؛ حقل عباد الشمس | 7 September 1982                                      | 1 January 2002                                        | 1 January 2032                                        |
| [ 26 ]                                                | ƒ 100                                                 | €45.38                                                | 154 × 76                                              |                                                       | البني                                                 | شنقب شائع                                             | شنقب كبير                                                | 16 March 1981                                         | 1 January 2002                                        | 1 January 2032                                        |
| [ 27 ]                                                | ƒ 250                                                 | €113.45                                               | 160 × 76                                              |                                                       | البنفسجي                                              | ويسترليشتورين                                         | البورنريف والساحل؛ قائمة جزر فريزيا الغربية              | 7 January 1986                                        | 1 January 2002                                        | 1 January 2032                                        |